# The Everlasting Guilty Crown
「The Everlasting Guilty Crown」(디 에버래스팅 길티 크라운)은 EGOIST의 2매째 싱글이다. 2012년 3월 7일에 애니플렉스로부터 발매되었다.

## 개요
전작 「Departures ~당신에게 보내는 사랑의 노래~」로부터 약 4개월만의 릴리스가 되는, EGOIST의 2012년 1작목의 싱글. 초회 한정반에는 표제곡과 전작의 PV를 수록한 DVD가 수록되고 있다. 표제곡 「The Everlasting Guilty Crown」은, 텔레비전 애니메이션 「길티 크라운」의 오프닝 테마로 기용되었다. 자켓에는 전작에 이어 동작의 히로인인 유즈리하 이노리가 그려져 있다.

## 수록곡
（전 작사·작곡·편곡: ryo）
1. The Everlasting Guilty Crown [5:28]
텔레비전 애니메이션 「길티 크라운」후기 오프닝 테마
당초는 「그야말로 애니송 같은 곡」을 만들고 싶었지만, 편곡이 평범했던 일이나 보컬의 chelly가 J-POP을 좋아했던 일이 도와, 업 템포의 트랜스풍의 악곡에, 락조의 리듬을 혼합한 곡조로 변경되었다[1].
우선 전곡을 타자치기로 만들어, 그것을 생 악기로 녹음한 다음 파형 편집하고 있다.
베이스로는, 3 종류의 음색에 가세하고 코러스가 받아들여진 소리의 벽의 틈새에 노래가 들어가기 위해 소리의 퍼즐과 같이 되어 있다[1].
2. 키미소라키세키(キミソラキセキ) [5:08]
3. The Everlasting Guilty Crown（BOOM BOOM SATELLITES remix -The Last Moment Of The Dawn-）[7:55]
4. The Everlasting Guilty Crown（TV Edit）[1:36]
5. The Everlasting Guilty Crown（Instrumental）
6. 키미소라키세키（Instrumental）
7. The Everlasting Guilty Crown（TV Edit）（Instrumental）

DVD（초회 한정반만）
1. The Everlasting Guilty Crown Music Clip
2. The Everlasting Guilty Crown 오프닝 논크레딧 무비
3. TV 스폿 15sec.
4. Departures ~당신에게 보내는 사랑의 노래~ Music Clip

## 수록 앨범
| 악곡                         | 발매일          | 타이틀                                |
| ---------------------------- | --------------- | ------------------------------------- |
| The Everlasting Guilty Crown | 2012년 9월 19일 | Extra terrestrial Biological Entities |